# Bruno Liljefors
Bruno Andreas Liljefors, född 14 maj 1860 i Uppsala, död 18 december 1939 i Stockholm, var en svensk målare, grafiker och skulptör. 
Han är kanske mest känd för sina natur- och djurmotiv, särskilt med dramatiska situationer. Flera av hans verk skildrar fåglar och hans sätt att skildra dessa, med inslag av impressionistiska penseldrag, har med åren blivit stilbildande inom genren för fågelmåleri. Han är en av Sveriges mest kända naturmålare.

## Biografi
Liljefors började 1879 vid Konstakademiens principskola, men trivdes aldrig med att måla antiker och efter tredje året, våren 1882, följde han Anders Zorns exempel och övergav akademien. 1882 reste han till Düsseldorf för att studera djurmåleri. Efter en månad reste han vidare till Oberbayern med stipendiaten Johan Tirén, där Liljefors målade en katt på fågeljakt som senare förvärvades av Pontus Fürstenberg. Kamraterna fortsatte resan mot Rom, Neapel, och Paris med omnejd. Här kom han att ta stor inspiration från konstnärskolonin i Grez-sur-Loing, påverkad av både plein-air-måleriet och tidens mode för japanska träsnitt. Han tillhörde under 1880-talet de så kallade Opponenterna som var kritiska till Konstakademiens utbildning och dess rektor Georg von Rosen.
Liljefors skildrade i motsats till det samtida "idylliska" djurmåleriet, de vilda djurens vardag med deras rörelser, anatomi och anpassning till landskapet. Kända verk är målningar som Rävfamilj (1886) och Havsörnar (1897), samt skulpturen Lek (1930) vid Stockholms Stadion. Han målade även fondmålningarna till det konstgjorda landskapet på Biologiska Museet i Stockholm invigt 1893.
1906 blev Liljefors ledamot av Berlins konstakademi och 1919 filosofie hedersdoktor vid Rostocks universitet.
Undantaget vintern 1888–89, då Liljefors kort övertog Carl Larssons syssla som ledare av konstskolan i Göteborg, förblev han bofast i sin hembygd på Uppsalaslätten, innan han sommaren 1894 sökte sig ut i Stockholms skärgård. Här fann han nya motiv längs havsbandets rika fågelliv, bland skär, stenhällar, vågor och bränningar. Bruno Liljefors ateljé finns i Österbybruk där han levde och verkade mellan 1917 och 1932. Även hans jaktstuga på Bullerön i Stockholms skärgård finns bevarad och är öppen för besökare. På ön kunde Liljefors studera många av skärgårdens fåglar och djur i sin naturliga miljö. Han skapade en sötvattensdamm på ön för att kunna studera sjöfåglarnas naturliga rörelsemönster. Jaktstugan togs senare över av Torsten Kreuger.
Från 1932 bodde Liljefors i en tre-etagevåning i Sportpalatset på Kungsholmen i Stockholm. 1934 utkom hans memoarer Det vildas rike. Liljefors finns representerad vid bland annat Göteborgs konstmuseum och Nationalmuseum i Stockholm, Thielska Galleriet i Stockholm, Kalmar konstmuseum, Norrköpings konstmuseum och Uppsala konstmuseum.
Han ligger begravd på Uppsala gamla kyrkogård.

### Familj

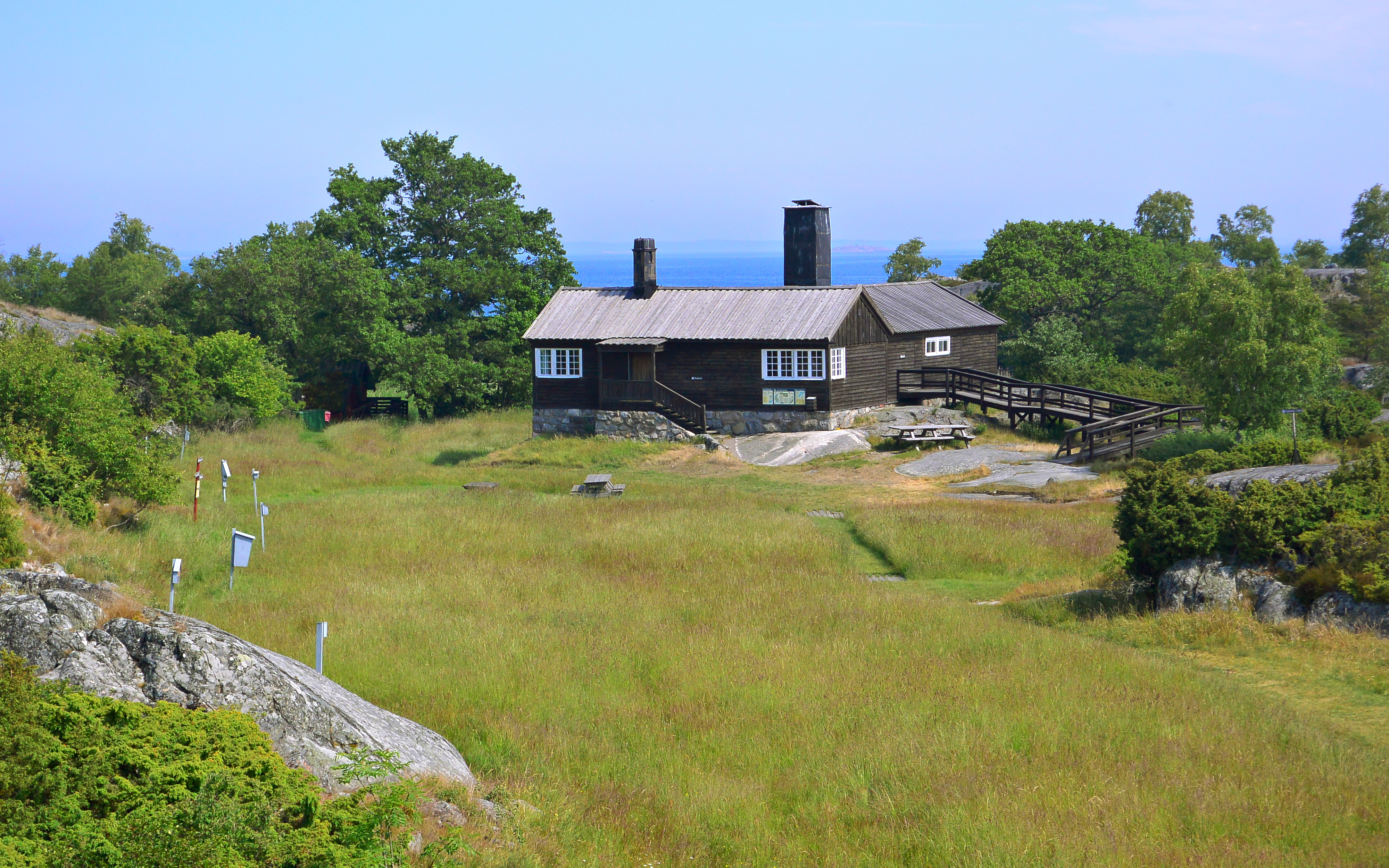
Jaktstugan på Bullerön.

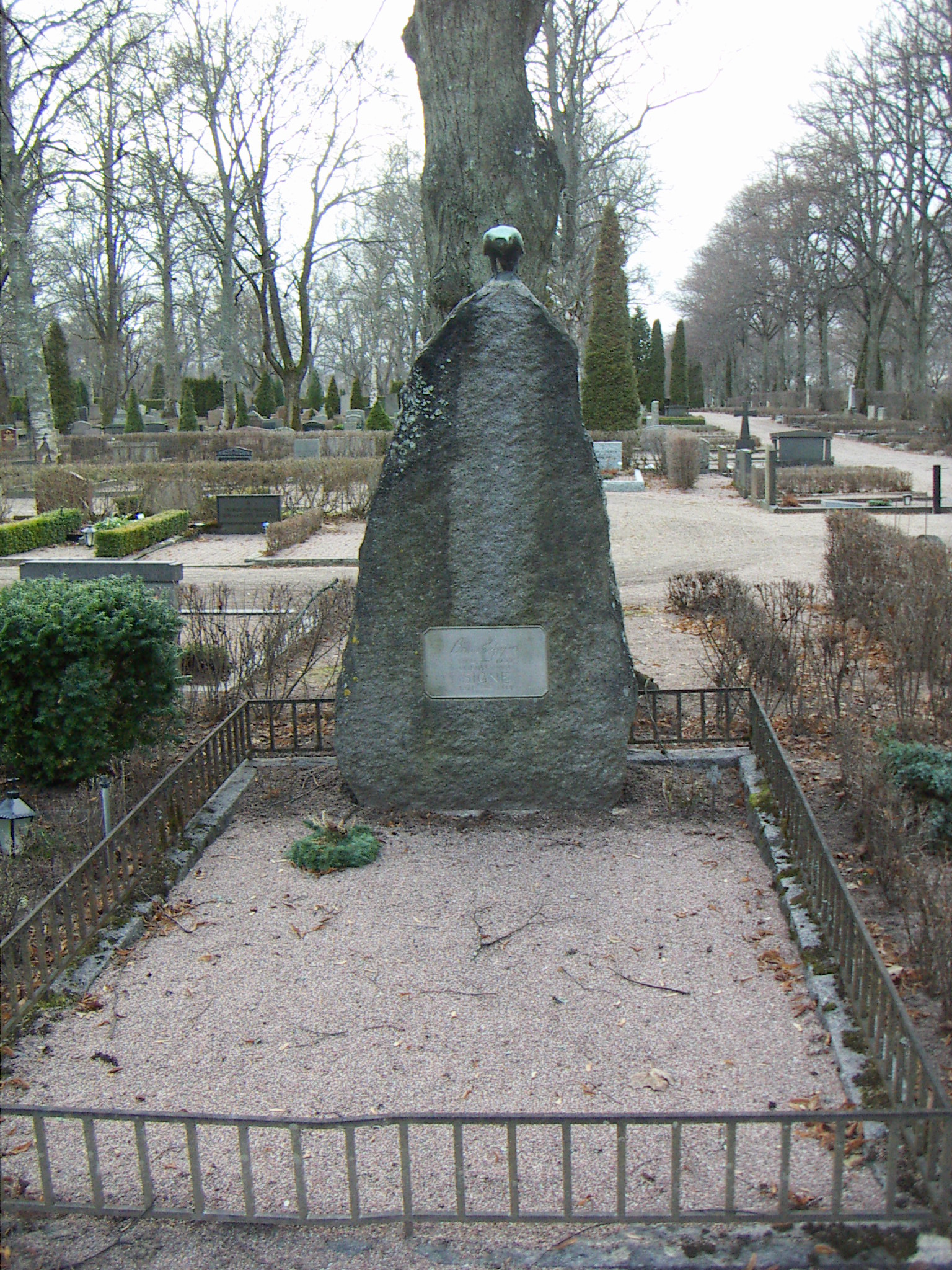
Bruno Liljefors gravvård på Uppsala gamla kyrkogård.

Bruno Liljefors farfar var bonde och mästerskytt, fadern Anders Liljefors handelsman i Uppsala (han nämns i Gluntarne som "hökar Liljegren") och modern Maria Margareta, född Lindbäck.
Bruno Liljefors fick sammanlagt 13 barn med systrarna Anna och Signe Olofsson. 1887–1895 var han gift med Anna Olivia Olofsson och de fick fem barn: Andreas (född 1888), tvillingarna Brigitta och Carin (födda 1889, döda 1890), Birgitta (född 1891) och Signe (född 1892).
Sedan rymde Bruno Liljefors med Annas yngre syster Signe till Köpenhamn, där de gifte sig 1895. Då var han 35 år och hon 24 år. Under det 44-åriga äktenskapet fick de åtta barn: Blanka Helena (född 1896), Håkan Bruno (född 1898), Signe Barbro (född 1899), Staffan Bruno (född 1900), tvillingarna Yrsa och Lindorm (födda 1909) samt Kraka (född 1911).
Bruno Liljefors var bror till tonsättaren och dirigenten Ruben Liljefors och morfar till konstvetaren Jacques Tersmeden, farfar till konstnären Uncas Liljefors samt farmors far till journalisten Carl Bruno Tersmeden, illustratören och serietecknaren Jacob Niclas Tersmeden och förste stiftsadjunkt Jacqueline Björnram.

### Akrobat och gymnast
En mer okänd sida av Bruno Liljefors är hans karriär som varietéartist och elitgymnast. Han var mycket atletisk och vältränad med barr som specialitet. Med sina bröder Carl och Pontus bildade han akrobatgruppen Bröderna Manzondi. Samtida bedömare, bland andra kraftatleten Calle Sven, vittnade om att deras uppträdande höll mycket hög klass. Bland annat uppträdde de på Kungliga Operan och Sveasalen. Liljefors menade själv att han hade mycket nytta av sin fina fysik när han var ute i naturen och målade, inte minst när han lyckades klättra upp i en tjugo meter hög tall för att studera ett fiskgjusebo på nära håll.

## Målningar

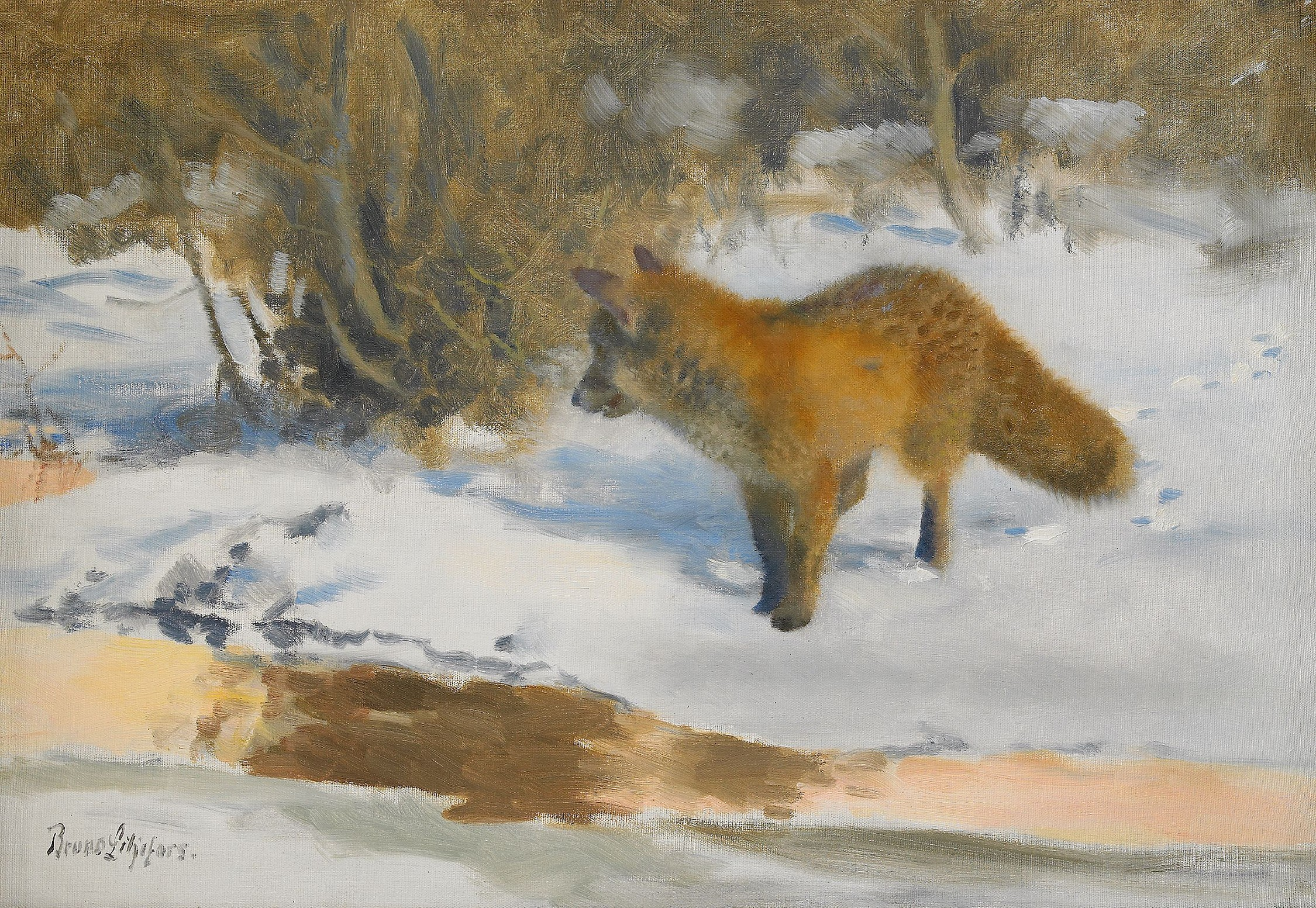
Vinterlandskap med räv
Rävar (1885), Göteborgs konstmuseum.
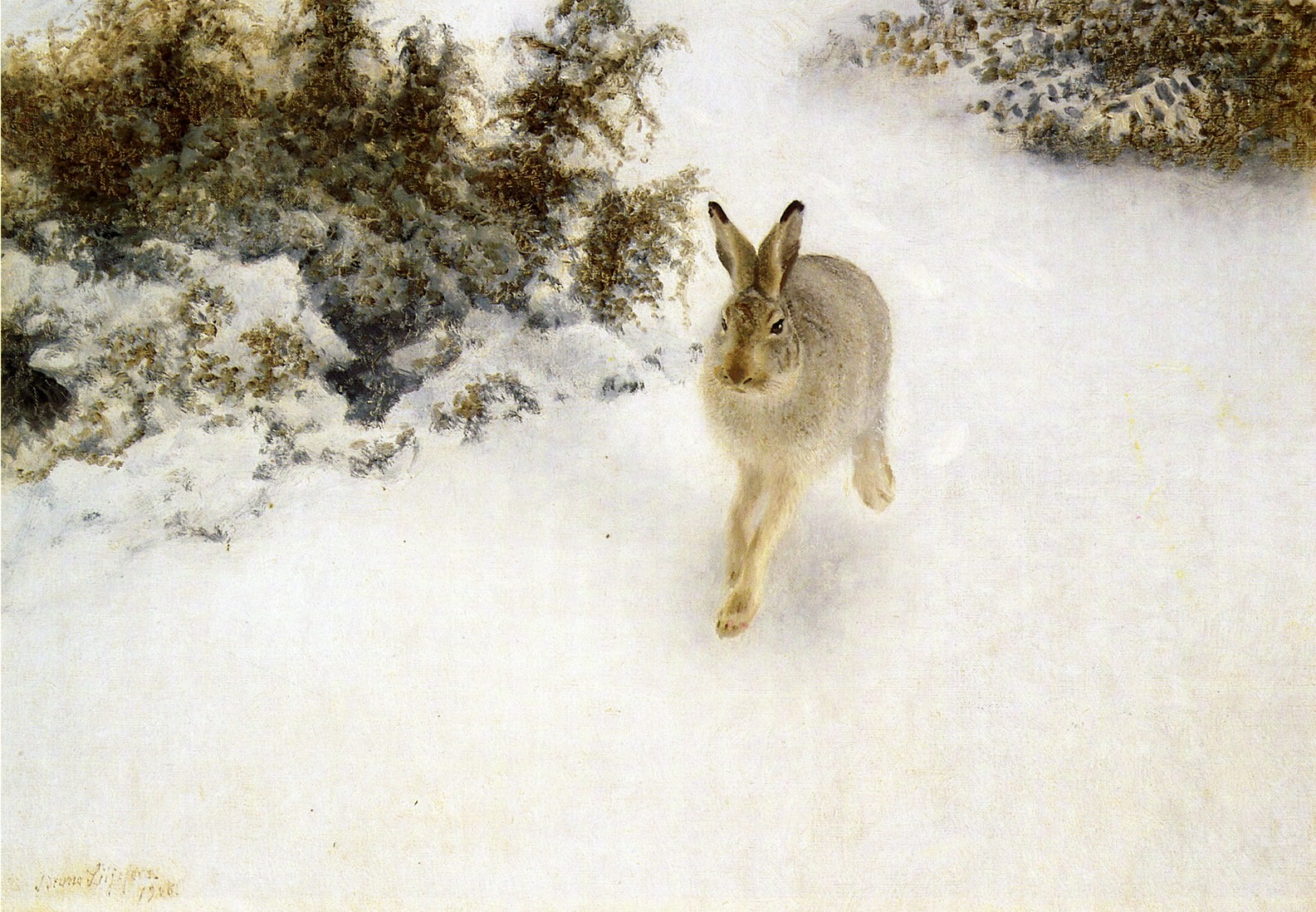
Vinterhare (1908)
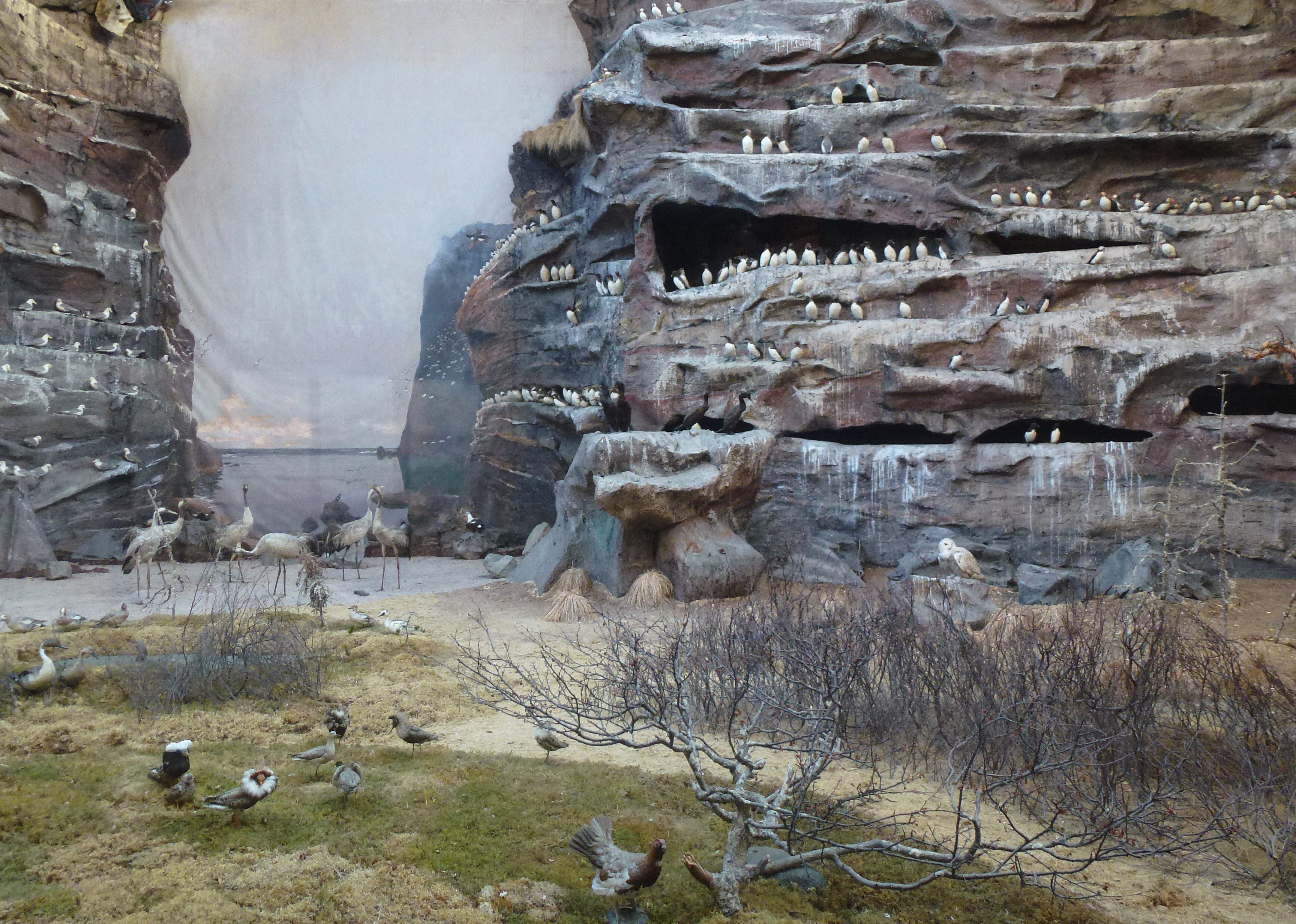
Bakgrundsmålning i Biologiska museet, Stockholm
Tjuvskytt (1894), Nationalmuseum.
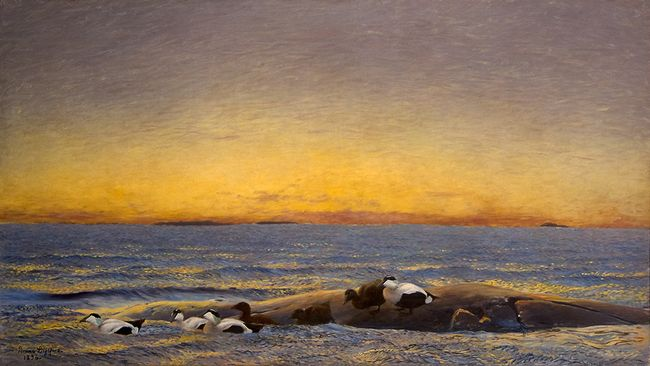
Morgonstämning vid havet (1896), Thielska galleriet.